# جون دونبار (فنان)
جون دونبار (بالإنجليزية: John Dunbar)‏ هو فنان بريطاني، ولد في 1943 في مدينة مكسيكو في المكسيك.

## وصلات خارجية
- جون دونبار على موقع IMDb (الإنجليزية)
- جون دونبار على موقع قاعدة بيانات الفيلم (الإنجليزية)
- جون دونبار على موقع كينوبويسك (الروسية)